# Liste der Naturdenkmale in Grevesmühlen
Die Liste der Naturdenkmale in Grevesmühlen nennt die Naturdenkmale in Grevesmühlen im Landkreis Nordwestmecklenburg in Mecklenburg-Vorpommern.

## Naturdenkmale
| Bild                                    | Nr.     | Bezeichnung | Standort                                        | Beschreibung                                                                         | Schutzzweck | Verordnung |
| --------------------------------------- | ------- | ----------- | ----------------------------------------------- | ------------------------------------------------------------------------------------ | ----------- | ---------- |
| BW                                      | NWM 119 | Eiche       | Grevesmühlen (53° 51′ 43,2″ N, 11° 10′ 56,3″ O) | Die drei Eichen auf der Bürgerwiese. Einer der Bäume wurde im November 2021 gefällt. |             |            |
| BW                                      | NWM 120 | Eiche       | Grevesmühlen (53° 51′ 43,2″ N, 11° 10′ 56,3″ O) | Die drei Eichen auf der Bürgerwiese                                                  |             |            |
| BW                                      | NWM 121 | Eiche       | Grevesmühlen (53° 51′ 43,2″ N, 11° 10′ 56,3″ O) | Die drei Eichen auf der Bürgerwiese                                                  |             |            |
| Direkt Bild zu diesem Denkmal hochladen |         | Findling    | Grevesmühlen ()                                 | „Goethe-Stein“ im Park (Bürgerwiese)                                                 |             |            |
| Direkt Bild zu diesem Denkmal hochladen |         | Findling    | Grevesmühlen ()                                 | der „Lange Stein“, an der Tankstelle                                                 |             |            |

## Flächennaturdenkmale
| Bild | Nr.     | Bezeichnung                                      | Standort                                                  | Beschreibung | Schutzzweck | Verordnung                                                              |
| ---- | ------- | ------------------------------------------------ | --------------------------------------------------------- | --- | ----------- | ----------------------------------------------------------------------- |
| BW   | NWM 008 | Kalkflachmoor Degtow                             | Grevesmühlen Degtow (53° 51′ 27,4″ N, 11° 12′ 56,2″ O)    | Kalk-Zwischenmoor mit Vorkommen einer Vielzahl geschützter und gefährdeter Tier- und Pflanzenarten. Fläche 3 Hektar. Lage im NSG 280. |             | Beschluss des Rates des Kreises Grevesmühlen Nr. 15-6/88 vom 18.02.1988 |
| BW   | NWM 011 | Buchen-Auenwald Everstorf                        | Grevesmühlen Everstorf (53° 52′ 55,2″ N, 11° 15′ 43,6″ O) | Vorkommen von Buchenwald und Bruchwald. Fläche 2 Hektar.                                                                              |             | Beschluss des Rates des Kreises Grevesmühlen Nr. 15-6/88 vom 18.02.1988 |
| BW   | NWM 012 | Teile der Weiden am Südostufer des Santower Sees | Grevesmühlen Santow (53° 52′ 39,6″ N, 11° 12′ 19,6″ O)    | Vorkommen von Schilf-Röhricht und Feldgehölzen. Fläche 2,5 Hektar. Lage im NSG 269.                                                   |             | Beschluss des Rates des Kreises Grevesmühlen Nr. 15-6/88 vom 18.02.1988 |